# Morienus
Morienus (auch Marianos und Morienus Romanus, also Morienus der Römer) ist ein legendärer christlicher Einsiedler vom Ende des 7. Jahrhunderts, der in den Bergen nahe Jerusalem gelebt haben soll, und Alchemist.
Die üblicherweise Robert von Chester zugeschriebene erste lateinische Übersetzung eines alchemistischen Traktats aus dem Arabischen (12. Jahrhundert, um 1144) - Liber de compositione alchimiae -  ist der Form und Überlieferung nach ein Dialog zwischen diesem Morienus und Chalid ibn Yazid (um 665–704), Sohn des zweiten Umayyaden-Kalifen Yazid I. Der Text wurde 1559 in Paris gedruckt (nach dieser Ausgabe stammt die Übersetzung von 1182), als De transfiguratione metallorum, und in Basel 1593 (bei Konrad Waldkirch). Es wurden keine arabischen Texte dazu gefunden. Julius Ruska hielt deswegen die Zuschreibung an den Kalifensohn für apokryph. In der Schrift tauchen aber chemische Bezeichnungen mit arabischen Wurzeln auf (wie Alnatron).
Der Text von Morienus markiert den Beginn abendländischer Beschäftigung mit Alchemie, die davor im mittelalterlichen Zentraleuropa weitgehend unbekannt war. Bald nach ihm gab es eine lateinische Übersetzung der 70 Bücher (Liber de Septuaginta) die Geber zugeschrieben waren, und vom Buch der Geheimnisse von Rhazes.
Die ihm zugeschriebenen Schrift bezeichnet ihn als Mönch, der im vierten Jahr nach dem Tod des Kaisers Herakleios bei Jerusalem lebte und Schüler von Hermes Trismegistos und Stephanos von Alexandria war. Er soll dem arabischen Prinzen Khalid das Geheimnis des Elixirs für den Stein der Weisen verraten haben. Wahrscheinlich handelt es sich um eine erfundene Geschichte, um die Priorität christlicher Gelehrter in der Alchemie zu zeigen. Im Fihrist wird Morienus als Arzt und Gelehrter aus Alexandria bezeichnet.
Morienus wird von Michael Maier unter die großen Alchemisten gezählt.